# Prophasiane tenebrosata
Prophasiane tenebrosata är en fjärilsart som beskrevs av George Duryea Hulst 1887. Prophasiane tenebrosata ingår i släktet Prophasiane och familjen mätare. Inga underarter finns listade i Catalogue of Life.